# Jambalamalki, Molakalmuru
Jambalamalki là một làng thuộc tehsil Molakalmuru, huyện Chitradurga, bang Karnataka, Ấn Độ.